# تینتسین (سری‌لانکا)
تینتسین (به لاتین: Tientsin) یک منطقهٔ مسکونی در سری‌لانکا است که در استان مرکزی (سری‌لانکا) واقع شده‌است.